# 铁拳 (游戏)
《铁拳》是一款由南梦宫公司制作的格斗类游戏。本游戏先于1994年后期在街机发行。于1995年在PlayStation上发行。本游戏为铁拳系列首作。在街机版中共有8个可玩角色。在PlayStation版本中有17可玩的角色。

## 玩法
与众多格鬥遊戲相同，玩家在一组阵容中选择一个角色，并且与对手进行赤手格斗。与同时期其他格斗游戏不同的是，《铁拳》允许玩家可以独立地控制角色的四肢。玩家可以在屏幕上观看动画，并且找出合适的指令。

## 角色
最初的街机版本默认有8个角色。每一个角色有一个“替代头目”，他们是一种特殊角色会在第八关进行战斗。

## 制作
铁拳最早没有被构思成为一款格斗游戏。游戏项目最早始于一个南梦宫内部测试，用来描绘3D角色模型。1994年，南梦宫招募了长期竞争对手世嘉的制作人员。他们制作了最早的3D格斗游戏—1993年发行的《VR战士》。南梦宫的游戏最初计划以《Rave War》作为名称，但在最终的制作阶段该名称为《铁拳》。
由《VR战士》的设计者石井精一担任总监，《铁拳》计划设计成本质上相似，具有额外材质和双倍帧率的作品。
本游戏为最早的3D化格斗游戏之一，和世嘉的《Virtua Fighter》有许多相同概念。

## 评价
在《Fami通》的评价中，《铁拳》获得38/40的分数。
《铁拳》在英国曾是最佳销售游戏。本游戏是第一款销售超过100万件的PlayStation游戏。Guinness World Records在吉尼斯世界纪录大全2008年游戏部分授予本游戏多款奖项。